# Ramizmus
A ramizmus a Petrus Ramus (1515–1572) francia humanista filozófus, logikus, matematikus által kidolgozott részben logikai-dialektikai, részben pedagógiai rendszer, illetve az ennek szellemiségét követő, 16–17. századi logikatudósok által képviselt ismeretelméleti irányzat. Ramus Platón, Cicero és Quintilianus munkásságához visszanyúlva humanista és racionalista alapokon bírálta a mereven formalista arisztoteliánus-skolasztikus gondolkodást, és ennek megreformálásával dolgozta ki a ramizmus alaptételeit. 1543-ban Animadversiones Aristotelicae címen publikált bölcseleti rendszere alapjának a természetes emberi bölcsességét tette meg, ezzel a logikára többé nem pusztán a kivételezett kevesek privilégiumaként tekintett, hanem mindenki számára elérhető ismeretanyaggá tette. A pusztán elméleti szillogizmusok helyett a megfigyelést és a kísérletezést tette az ismeretszerzés alapjává.
Az arisztotelészi logikát félretéve Ramus elsősorban Cicero definíciójához nyúlt vissza, és ennek alapján a logikát vizsgálódása tárgya szerint két területre osztotta: a fogalmak és meghatározások (inventio), illetve az ítélet, a következtetés és a módszer tudományára (iudicium). Ezzel egyszersmind a hagyományosan a retorikához sorolt részterületeket tett a logikai vizsgálódás tárgyává, hasonlóan Rodolphus Agricolához. A szónoklattanból ily módon kikerült gondolatvezetési, logikai elemek következményeként a ramusi retorika pusztán a stilisztikai, szövegszervezési és előadás-technikai vonatkozásokról szólt. Az ítéletekről és a következtetésekről úgy vélte, hogy természetes vagy mesterséges meghatározásokon (inventio) alapulhatnak, és ezek szerint lehetnek axiomatikusak vagy dianetikus szillogizmusok (iudicium). E kettős felosztások (inventio–iudicium, természetes–mesterséges, axiomatikus–dianetikus) nem csupán logikai rendszerének legfelsőbb szintjeit jellemzik, a dichotomikus felbontást végigvezette módszere egészén. Rendszerében nagy figyelmet szentelt a bizonyítási eljárásoknak, amelyekhez elsőrendű fontosságúnak tartotta az igaz tudást megvilágító matematikai módszerek alkalmazását.
A nevesebb ramisták közé tartozott a német Johannes Piscator, Johannes Althusius és Johann Heinrich Alsted (utóbbi kettő a gyulafehérvári református kollégium tanára is volt), az angol Dudley Fenner, William Ames, de a ramusi logika vagy egyes elemei hatottak René Descartes és Gottfried Wilhelm Leibniz munkásságára is. Magyar földön Ramus hatása a 17. században bontakozott ki. Elsősorban Apáczai Csere Jánost szokás követői között említeni, de Tolnai Dali János is bevezette Ramus logikáját az iskolai oktatásba.

## Fordítás
- Ez a szócikk részben vagy egészben  a   Ramismus című német Wikipédia-szócikk ezen változatának fordításán alapul.  Az eredeti cikk szerkesztőit annak laptörténete sorolja fel. Ez a jelzés csupán a megfogalmazás eredetét és a szerzői jogokat jelzi, nem szolgál a cikkben szereplő információk forrásmegjelöléseként.